# Ciudad Insurgentes
Ciudad Insurgentes es una población mexicana del estado de Baja California Sur, se encuentra en el corazón del municipio de Comondú, cuya capital política es Ciudad Constitución. Ubicada a 237 kilómetros al norte de La Paz y a 27 kilómetros al norte de Ciudad Constitución. Originalmente recibió el nombre de La Toba en honor al alférez Fernando de la Toba, quien fue el primero en traer la noticia a Baja California Sur de que México ya se había independizado de España. El centro agrícola fue producto de la colonización del Valle de Santo Domingo emprendida a iniciativa del entonces Gobernador de Baja California Sur, el General Agustín Olaechea Avilés (1946-1956).

## Historia
La Toba (hoy Cd. Insurgentes) fue fundada en diciembre de 1953 por un grupo de varias familias que se agruparon en la esquina más nororiental del rancho de Jaime Rivera y parte del rancho de Luis Quintero. Estas familias fueron las siguientes: Manuel Hernádez, su esposa Socorro y su hija Maria Eugenia, Juan Carrillo, Félix Vargas y su esposa Camila, sus hijos: Félix, Julián, Adelita y Chepin; Agustín Godínez y su esposa Carlota Magaña con sus hijos: Alfredo, Esther, Carlos, Rafael, Javier, Josefina, Agustín, Antonio, y Miguel; Manuel Paularena y su hijo Joaquín (Españoles); Luis Quintero y su hijo Juan (el Gordo); Ramiro Loya, Tula y Manuel Rojas; Antonio Arzola, José Gómez, Juan Láres, Pancho León.
En febrero de 1954, llegó un grupo numeroso, de unas 80 personas, que se ubicó a un kilómetro del grupo original, a los cuales se les decía "Los Laguneros", ya que procedían de la Región Lagunera, que comprende las ciudades de Torreón, Gómez Palacios y Lerdo, en los límites de Durango y Coahuila. Los Laguneros se ubicaron cerca de un kilómetro al norte y al oeste de la carretera transpeninsular (en aquel tiempo era terracería). Ambos grupos se unieron en uno solo como a dos kilómetros al norte del grupo original, a ambos lados de la carretera, para formar lo que hoy es Ciudad Insurgentes. Esto sucedió en el año 1955.
Los primeros profesionistas que salieron de La Toba, se graduaron en la Cd. de Guadalajara en Jalisco, en la Universidad Autónoma de Guadalajara en el año 1972 y fueron: el Ingeniero Civil Luis Quintero Santana y los Doctores Agustín Godínez Magaña y Antonio Godínez Magaña.

## Geografía

### Flora
La vegetación que predomina en el área de ciudad insurgentes es de dos tipos: matorral crasicaules (cardones, nopaleras, viznagas, choyas, palo adán, pitahaya, gobernadora y garambullo) y selva baja caducifolia (lomboy, torote, palo blanco, etc.) Este tipo de vegetación está determinado por árboles de no más de 15 metros de altura.

### Fauna
La fauna principal: en llanuras desérticas es la chacuaca, codorniz, el conejo, la liebre y el coyote. En las regiones cercanas con mayor vegetación se encuentra el mapache, la zorra y el gato montés.

## Economía
Ciudad Insurgentes fue conocida por ser rico en algodón y trigo. Durante las décadas de 1960, 1970 y 1980, cientos de personas de regiones pobres del país emigraron a Insurgentes en busca de una mejor vida. Debido a la escasez de agua, no se podía producir más productos agrícolas, por lo que la cantidad de trabajos bajaron y la población también. Ciudad Insurgentes actualmente está recuperándose de una crisis económica de aproximadamente 15 años, gracias al nuevo auge que está tomando la agricultura en la producción de hortalizas, frutales (naranja), garbanzo, maíz, cártamo y forrajes como la alfalfa. 
Actualmente el número de población que se encuentra económicamente activa es de 3507 habitantes.

## Habitantes
En Ciudad Insurgentes hay 8691 habitantes de los cuales 4227 son población femenina y 4464 son población masculina. Entre los habitantes se encuentran 5508 habitantes mayores de 18 años. Son 2778 habitantes masculinos mayores de edad y 2730 habitantes femeninos. La población que tiene 60 años de edad o más cuenta con 774 habitantes.

## Viviendas
Existe un total de 2310 viviendas particulares habitadas de las cuales 2274 disponen de luz eléctrica, 2274 disponen de agua entubada, 1679 disponen de drenaje, 818 disponen de línea telefónica y solo 404 disponen de servicio de internet.

## Educación
Ciudad Insurgentes, en cuanto a educación se refiere, cuenta con: jardines de niños, entre ellos: jardín de niños "El Chamizal", "Bertha Von Glumer"; escuelas primarias: "Profa. Guadalupe Montes López (primera escuela fundada en la ciudad), "Prof. Domingo Carballo Félix", "Plutarco Elías Calles", "Carlos Cortés Leyva"; dos escuelas secundarias: técnica 2 "Vicente Guerrero" y técnica 11 "Prof. Humberto Arce Sánchez". En educación media superior se distingue por contar con el Centro de Bachillerato Tecnológico Agropecuario No. 27 (C.B.T.a 27) y el EMSAD 08, así como un sistema de educación abierto (SAETA). En educación superior cuenta con el campus Insurgentes de la Universidad Autónoma de Baja California Sur.
Actualmente, la población de jóvenes de entre 6 a 17 años que no asiste a la escuela consiste en un número de 422 habitantes. Son 430 los habitantes de 15 años o más identificados como analfabetas.

## Salud
En Ciudad Insurgentes se encuentra un total de 6,867 habitantes con derecho habiente a servicios de salud, cuando 1,835 habitantes no lo tienen.